# Polystachya haroldiana
Polystachya haroldiana är en orkidéart som beskrevs av Robert Allen Rolfe. Polystachya haroldiana ingår i släktet Polystachya och familjen orkidéer. Inga underarter finns listade i Catalogue of Life.